# Vittorio E. Maiorana
Vittorio E. Maiorana (soms ook: Majorana) (Palermo, 20 juli 1897 – New York, 18 oktober 1964) was een Italiaans-Amerikaans componist, organist en pianist. Voor bepaalde werken gebruikte hij het pseudoniem Victor Lamont. 

## Levensloop
Maiorana vertrok in zijn jonge jaren, samen met zijn ouders naar de Verenigde Staten. Daar studeerde hij vooral privé muziek. Hij werkte als organist en - gedurende de periode van de stomme film - in bioscopen als pianist. Van 1937 tot 1948 was hij in de muziekuitgeverij Sam Fox stafmedewerker en arrangeur.
Naast een aantal bewerkingen, onder anderen de Fireside Fantasy, naar Pastorale van Jack Virgil en Lady of Spain van Tolchard Evans, Brigadoon, Almost like being in Love en Come to me, bend to me van Frederick Loewe schreef hij ook eigen composities. Voor harmonieorkest zijn van hem bekend het symfonisch gedicht Reflections on the Lake (1951) en Legend of the Canyon (1958). Maiorana was lid van de American Society of Composers, Authors and Publishers.